# Port Saint Charles

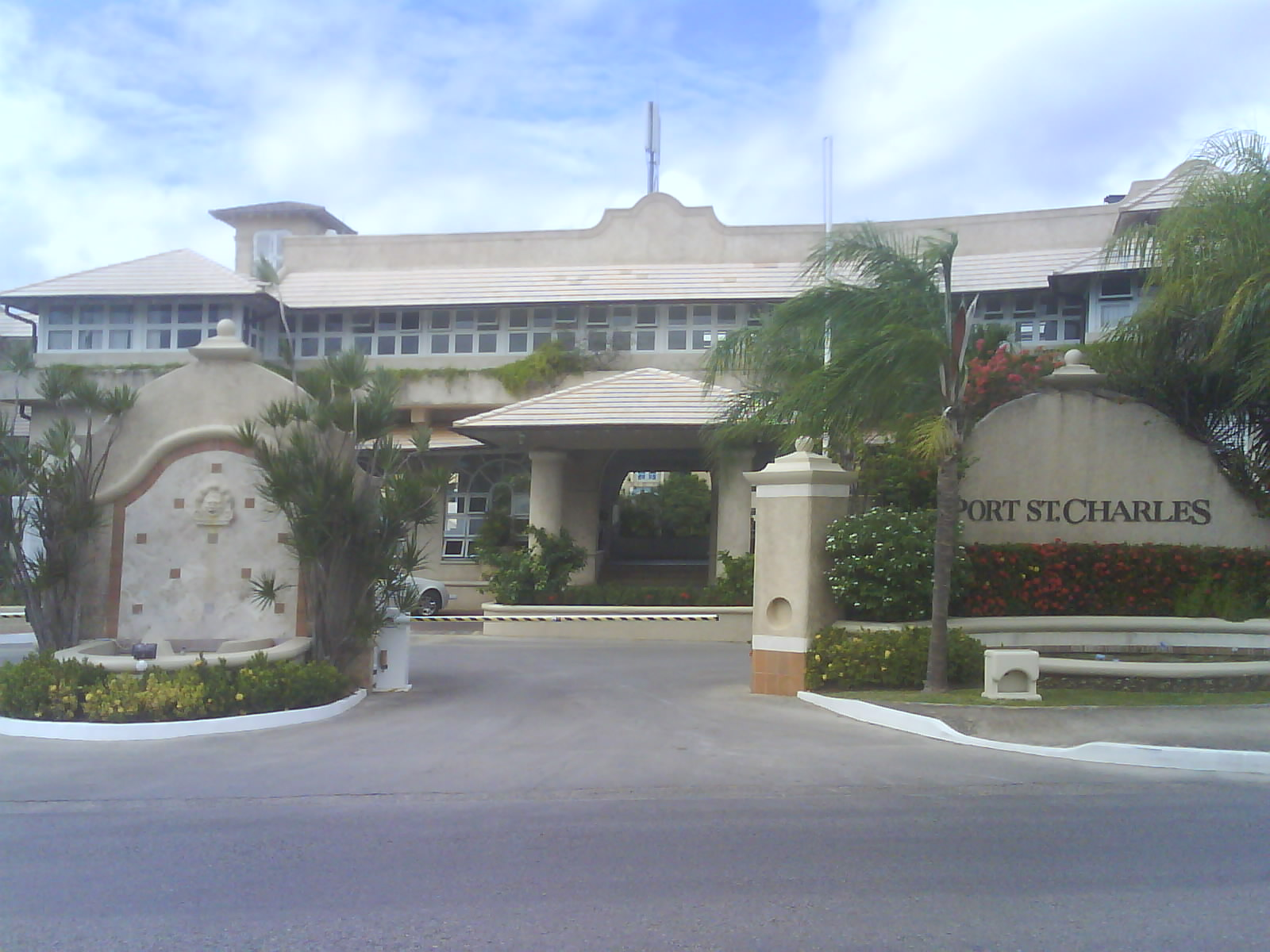
Port Saint Charles Marina

Die Port St. Charles Marina ist eine Luxusmarina an der Westküste von Barbados. Sie liegt im Parish Saint Peter beim Ort Heywoods und nahe bei Speightstown.
Die Port St. Charles Marina umfasst eine Fläche von 1549 m², und besteht aus einer Ansammlung von exklusiven Villen, Condos und Apartments, welche um eine kleine Lagune angeordnet sind. Die Lagune hat eine Tiefe von 14 ft (4,26 m bei Ebbe). Es gibt Möglichkeiten für die Anwohner, ihre Jachten in der Nähe ihrer Feriendomizile zu verankern. Die Liegeplätze sind für Boote mit Längen von 30 ft (9,14 m) bis 110 ft (33,53 m) geeignet. Wasser, Stromanschluss, Telefon- und Fernseh-Anschlüsse sind an allen größeren Liegeplätzen erhältlich. Außerdem gibt es sechs Mega-Yacht-Anleger an dem Wellenbrecher (offshore breakwater) vor der Küste. Der Kai wurde von dem kanadischen Architekten HCCL gestaltet.
Bei der Marina ist auch eine Station der Küstenwache, Polizei, Einwanderungs- und Zollbehörde untergebracht. Damit ist die Marina eine von zwei offiziellen Seehäfen zur Einreise in Barbados. Der zweite ist der Port of Bridgetown (Deep Water Harbour) in der Hauptstadt Bridgetown. In dem Gelände befindet sich auch ein Hubschrauberlandeplatz, um Gäste zum Grantley Adams International Airport bringen zu können oder zum Bridgetown Heliport, außerdem gibt es ein Spa und vor der Küste liedt das Riff Tom Snooch Reef.
Die innere Lagune von Port St. Charles ist nur für Anwohner und Gäste der Marina zugänglich.
Die Anwesen der Port St. Charles Marina werden von der Port St. Charles Development Ltd betreut.